# The King's Ransom Museum
The King's Ransom Museum is een museum in Las Vegas in de Amerikaanse staat Nevada. Het is gewijd aan filmacteur en rock-'n-rollzanger Elvis Presley (1935-1977).

## Collectie
Er zijn authentieke stukken te zien, waaronder zijn auto, een Lincoln Continental uit het jaar 1977. Onder de andere stukken bevinden zich een riem en andere kleding die hij privé, op het podium of in films droeg, de bijbel die op zijn nachtkastje stond toen hij overleed, handvuurwapens, juwelen, gouden platen, foto's, posters, justitiële documenten en andere stukken.

## Geschiedenis
Het museum werd in circa 2010 geopend in het Imperial Palace Hotel en in juli 2013 verplaatst naar de Binion's Gambling Hall. De collectie werd verzameld door Bud Glass en Russ Howe. Daarnaast zijn er stukken afkomstig uit de collectie van het Graceland-landgoed in Memphis.